# Ra’ananna

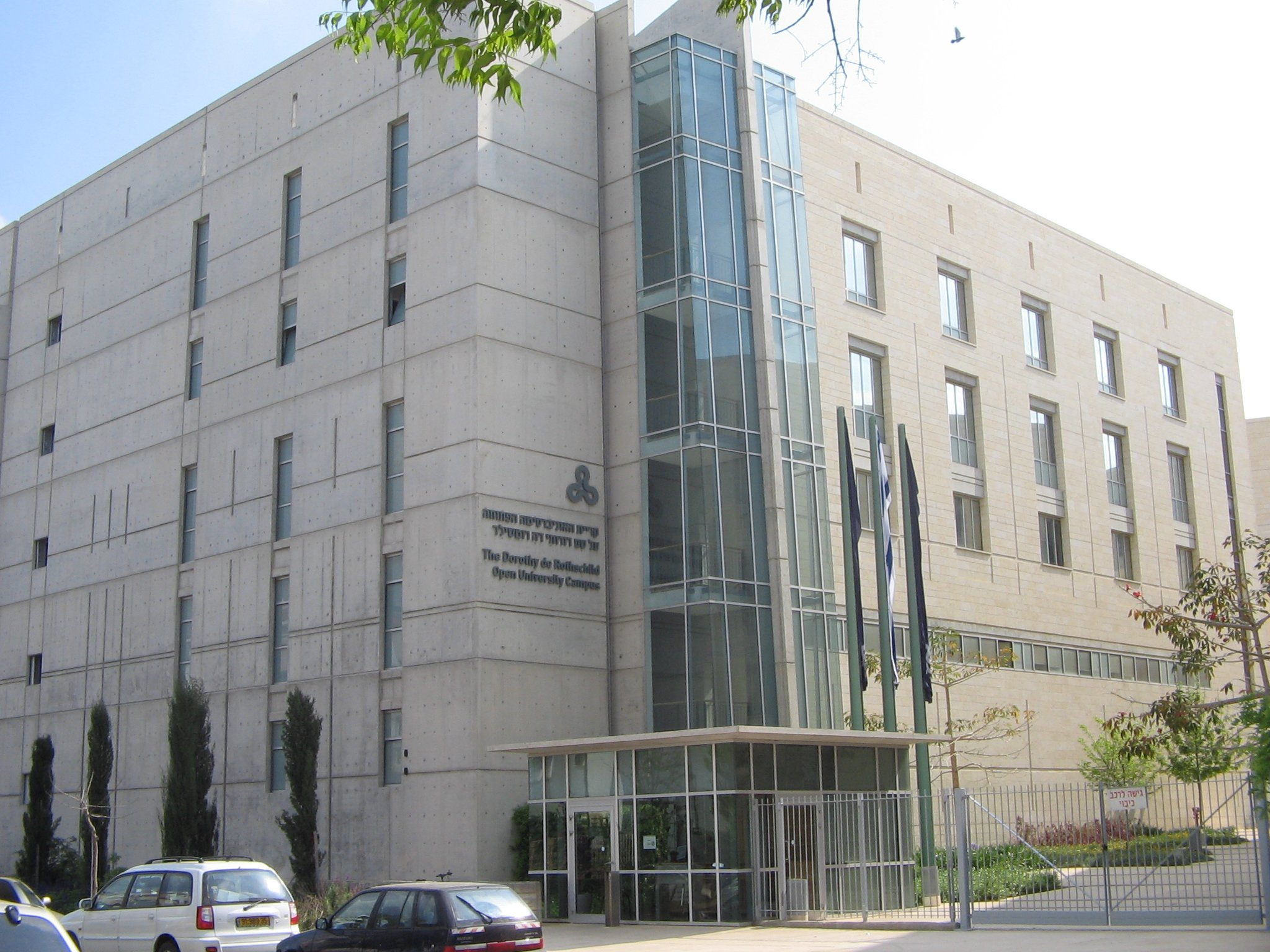
Otwarty Uniwersytet Izraela w Ra’ananna

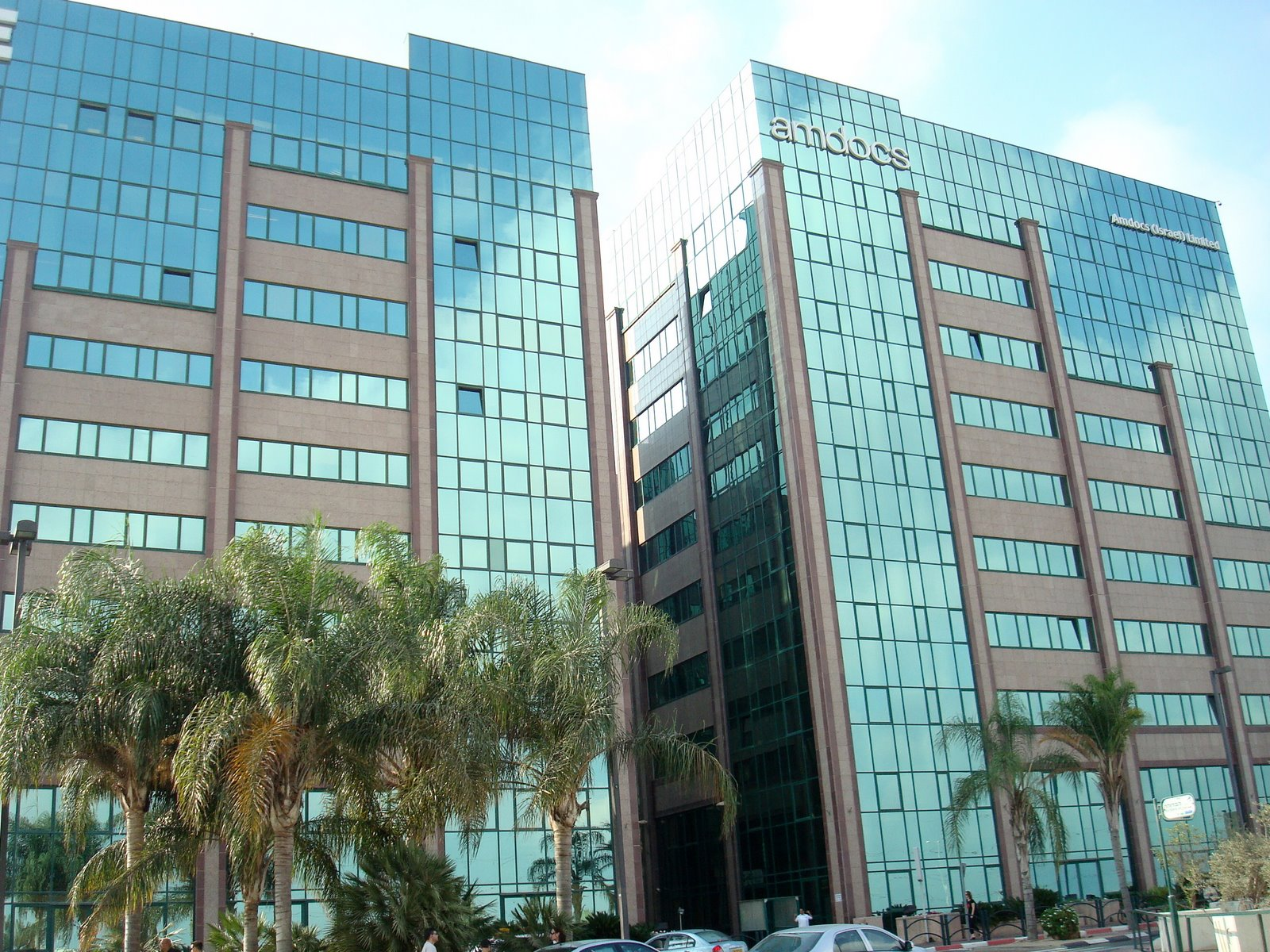
Siedziba Amdocs w Ra’ananna

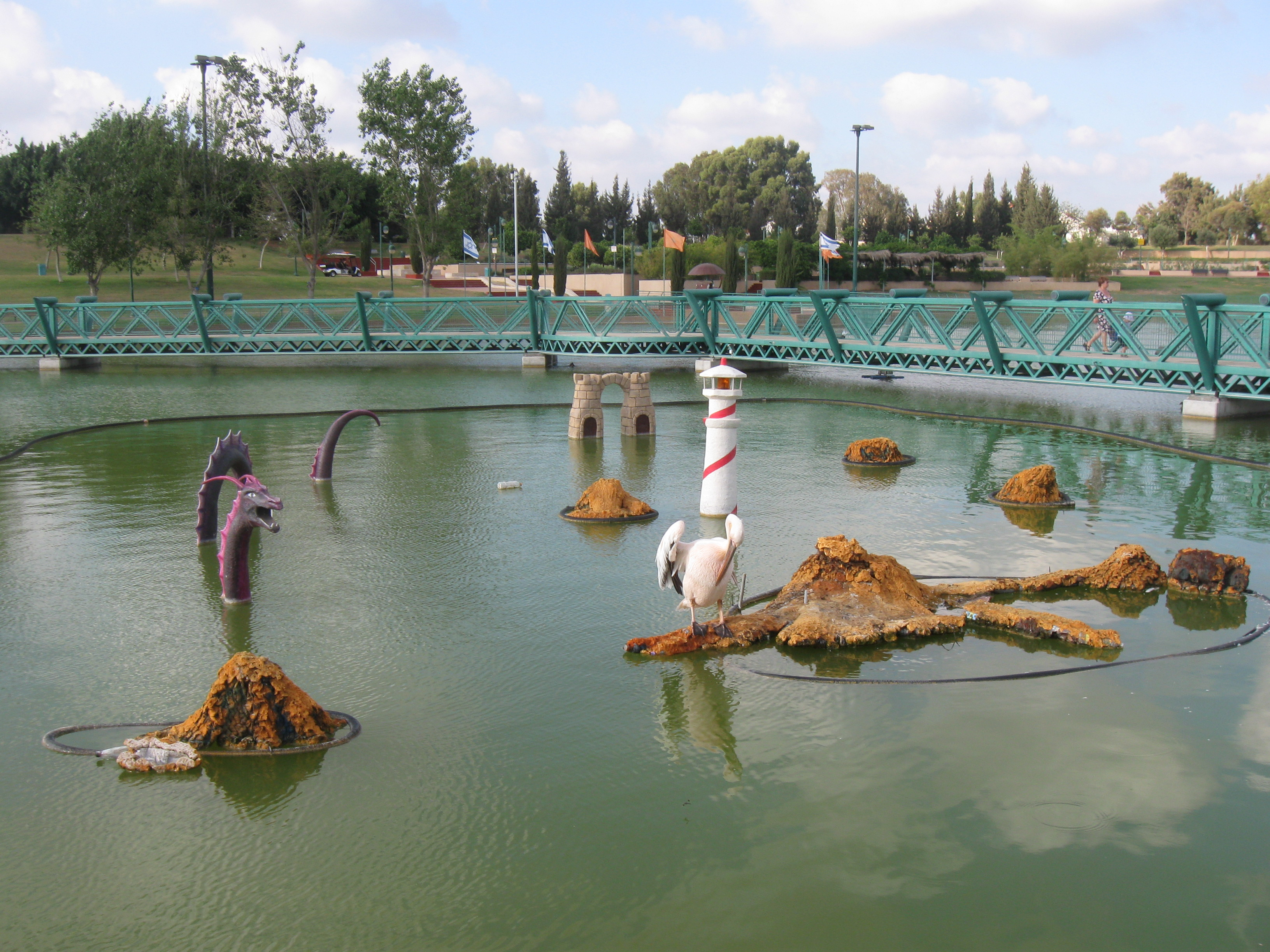
Park miejski w Ra’ananna

Ra’ananna (hebr. ‏רעננה‎) – miasto w regionie Szaron w Izraelu, administracyjnie należące do Dystryktu Centralnego. Status miasta uzyskało w 1982 roku. Ra'ananna graniczy na wschodzie z miastem Kfar Sawa, a na południowym zachodzie z Herciliją. Na południowy wschód od miasta znajduje się moszaw Giwat Chen, a na północ – moszawy Bacra i Bnei Cijon.
Powierzchnia administracyjna miasta wynosi 14 878 dunamów. Ra’ananna została założona w 1922 roku jako osada rolnicza, w 1936 roku otrzymała status samorządu lokalnego, a w 1982 roku – status miasta. Miasto należy do Forum 15 – organizacji zrzeszającej największe i najbardziej rozwinięte miasta Izraela.

## Historia
W 1921 roku żydowska społeczność Ahuza Alef z Nowego Jorku (USA) zakupiła ziemię pod założenie osady rolniczej w Palestynie. 2 kwietnia 1922 pierwsza grupa czterech pionierów ze Stanów Zjednoczonych i Kanady wraz z trzema wynajętymi robotnikami i dwoma uzbrojonymi strażnikami, rozbiła na tej ziemi namiot. Nową osadę nazwano Ra’ananna, jednak arabscy sąsiedzi nazwali ją Americaya, ponieważ jej mieszkańcy mówili po angielsku i pochodzili z Ameryki. Ostatecznie osadnicy zdecydowali się na mówienie w języku hebrajskim.
W 1936 r. Ra’ananna otrzymała status samorządu lokalnego. W 1948 w miasteczku żyło już 300 mieszkańców. W Ra’ananna osiedliło się wielu imigrantów z Ameryki Północnej, Wielkiej Brytanii i Afryki Południowej, nadając miastu niepowtarzalny klimat. W ostatnich latach osiedliło się tutaj także wielu imigrantów z Francji.

## Demografia
Zgodnie z danymi Izraelskiego Centrum Danych Statystycznych w 2008 roku w mieście żyło 73,1 tysiąca mieszkańców.
Populacja miasta pod względem wieku:
| Wiek (w latach) | Procent populacji w % |
| --------------- | --------------------- |
| 0-4             | 7,9%                  |
| 5-9             | 7,5%                  |
| 10-14           | 7,4%                  |
| 15-19           | 7,8%                  |
| 20-29           | 14,6%                 |
| 30-44           | 19,3%                 |
| 45-59           | 20,7%                 |
| ponad 60        | 14,8%                 |

Źródło danych: Central Bureau of Statistics.

## Gospodarka
W Ra’ananna swoje siedziby mają liczne spółki high-tech, w tym Amdocs, Hewlett-Packard, Texas Instruments, NICE Systems, Microsoft Israel oraz SAP.

## Transport
Wzdłuż wschodniej granicy miasta przebiega droga ekspresowa nr 4  (Erez – Rosz ha-Nikra). Przez centrum miasta przebiega droga nr 541 , którą jadąc na południe dojeżdża się do miasta Herzlija oraz autostrad nr 2  (Tel Awiw – Hajfa) i nr 20  (Riszon Le-Cijon – Riszpon).

## Oświata
W mieście znajduje się 12 szkół podstawowych i 8 szkół średnich. Znajduje się tu także specjalny ośrodek do nauczania dzieci chorych na autyzm.
W północno-wschodniej części miasta jest siedziba Otwartego Uniwersytetu Izraela (hebr. האוניברסיטה הפתוחה), w którym studiuje około 39 tysięcy studentów.
Jest tutaj także centrum edukacji religijnej Chabad Ra’ananna.

## Kultura
Dom pamięci Yad Labanim Memorial Hall jest poświęcony pamięci izraelskich żołnierzy z miasta Ra’ananna, którzy zginęli podczas wojen prowadzonych przez Izrael. Ich imiona są wypisane w porządku chronologicznym na specjalnej pamiątkowej płycie. Dodatkowo, opisano historię życia i śmierci każdego z tych żołnierzy.
Miejski Dom Kultury posiada sale koncertowe oraz pomieszczenia do organizacji seminariów lub szkoleń. Liczne koncerty organizuje się w sali Audytorium Yad Labanim. W mieście jest także Muzeum Założycieli, przedstawiające historię powstania miasta.

## Sport
Głównym klubem miasta jest piłkarski Hapoel Ra’ananna. W koszykówce jest drużyna Bene Ha-Szaron. Natomiast duża liczba imigrantów amerykańskich była powodem powstania klubu baseballu Ra’ananna Express.
Przy Parku Ra’ananna znajduje się miejski ośrodek sportowy z licznymi boiskami, kortami tenisowymi i innymi obiektami sportowymi.

## Służba zdrowia
W mieście znajduje się szpital Loewenstein.

## Turystyka
W zachodniej części miasta znajduje się Park Ra’ananna, który jest największym parkiem na równinie Szaron. Park został utworzony jako miejsce odpoczynku mieszkańców Ra’ananna i atrakcja turystyczna dla przyjezdnych gości. Władze miejskie zainwestowały duże pieniądze w jego budowę i prace te nadal są kontynuowane. Jest tutaj piękne jezioro z dwoma fontannami umieszczonymi w jego środku. Wokół rozmieszczono liczne ogrody połączone z sobą zacienionymi alejkami i drogami rowerowymi. Pomiędzy nimi urządzono miejsca rekreacyjne, amfiteatr, obiekty sportowe, ogród zoologiczny i inne atrakcje.

## Władze miasta
Burmistrzowie Ra’ananny:
- Baruch Ostrowski (1931-1959)
- Micha’el Pasweig
- Jicchak Skolnik
- Binjamin Wolfowicz
- Ze’ew Bielski (1989-2005)
- Nachum Chofri (od 2005)

## Miasta partnerskie
- Boulogne-Billancourt Francja
- Freiberg, Niemcy
- Goslar, Niemcy
- Tainan, Tajwan
- Atlanta, Georgia, USA
- Werona, Włochy
- Poznań, Polska